# Svartfråd
Svartfråd es el sexto álbum de estudio de la disuelta banda noruega Ildjarn. En este álbum colabora el cantante, teclista y batería Nidhogg, además del componente permanente del grupo Vidar Vaaer (Ildjarn). El álbum estuvo limitado a 550 copias.

## Lista de canciones
| N.º | Título                        | Traducción                   | Duración |  |
| 1.  | «I Anmarsj Gjennom Grangrunn» |                              | 2:15     |  |
| 2.  | «Ved Tjernets Bredd»          |                              | 2:31     |  |
| 3.  | «Vintermark»                  |                              | 2:00     |  |
| 4.  | «Skogens Hatefulle Skapning»  | El Bosque Odia A La Criatura | 3:58     |  |

## Música
Al igual que sus antecesores, Svartfråd sigue manteniendo la línea del black metal crudo y desgarrador característico del grupo.
- Datos: Q5562309